# Władysław Trzciński
Władysław Trzciński (ur. 24 września 1909, zm. 24 czerwca 1998) − polski oficer marynarki, komandor porucznik, uczestnik obrony Wybrzeża we wrześniu 1939 roku, jeden z organizatorów struktur Marynarki Wojennej w powojennej Polsce.
Władysław Trzciński ukończył Szkołę Podchorążych Marynarki Wojennej w 1931 roku. Przez kolejne cztery lata służył na kontrtorpedowcu „Wicher”, transportowcu „Wilia” i okręcie szkolnym „Mazur” oraz jako adiutant dowódcy Obrony Wybrzeża, komandora Stefana Frankowskiego. W 1935 roku został dowódcą Oddziału Artylerii Nadbrzeżnej. Stracił rękę po postrzeleniu w łokieć podczas ćwiczeń, pozostał jednak w czynnej służbie, w komendzie Portu Wojennego w Gdyni. W kampanii wrześniowej brał udział w obronie Kępy Oksywskiej. 19 września 1939 roku trafił do niewoli niemieckiej, z której został, jako inwalida, zwolniony w lutym 1940 roku.
Pod koniec 1944 roku zgłosił się do 1. Samodzielnego Morskiego Batalionu Zapasowego, gdzie został zastępcą dowódcy do spraw morskich. W 1946 roku był członkiem polskiej misji morskiej w Moskwie, prowadząc rozmowy o dzierżawie radzieckich okrętów dla tworzącej się Marynarki Wojennej. Do przejścia w stan spoczynku 31 stycznia 1952 roku pełnił obowiązki szefa uzbrojenia Portu Marynarki Wojennej w Gdyni. Jako cywil pracował później w Polskim Ratownictwie Okrętowym.
Był odznaczony między innymi Krzyżem Oficerskim Orderu Odrodzenia Polski.